# Luc van Hove
Luc Van Hove (Wilrijk, 3 février 1957) est un compositeur belge.

## Biographie
Van Hove étudie au Conservatoire royal d'Anvers dans la classe de Willem Kersters (en) et obtient son diplôme en 1984. Il poursuit ses études supérieures à l'Université Mozarteum de Salzbourg en Autriche et à l'Université de Surrey en Angleterre et remporte plusieurs prix de composition, dont le prix Albert de Vleeshouwer et le prix Annie Rutzky. Il est professeur de composition et d'analyse au Lemmensinstituut de Louvain (1984) et au Conservatoire d'Anvers (1993). Ses œuvres sont largement dans un style classique contemporain et a écrit pour diverses formes et ensembles.

## Discographie
- Musique de chambre, vol. 1 : Quintette à vent, op. 10 ; Trois danses de Guildford, op. 19 ; Septet op. 24 ; Nonet op. 31 - Geert Callaert, piano ; Prometheus Ensemble, dir. Etienne Siebens (2000, René Gailly CD87 164) (OCLC 80878209)
- Œuvres symphonique : Symphonies nos 1 et 2, Concerto pour piano, Concerto pour hautbois… - Henk Swinnen, hautbois ; Levente Kende, piano ; Tim Vets, guitare électrique ; Vlaams Radio-Orkest, dir. Etienne Siebens (2000, 2CD Megadisc MDC 7823/24) (OCLC 951632146)

## Article contextuel
- Alex Otterlei